# Football Club La Chaux-de-Fonds 2021-2022
Questa voce raccoglie le informazioni riguardanti il Football Club La Chaux-de-Fonds nelle competizioni ufficiali della stagione 2021-2022.

## Stagione
Nella stagione 2021-2022 il La Chaux-de-Fonds, allenato da Vincenzo Meo, concluse il campionato di Prima Lega al 9º posto. In Coppa Svizzera il La Chaux-de-Fonds fu eliminato al primo turno dal Lugano.

## Rosa
| N. |                         | Ruolo | Calciatore               |
| -- | ----------------------- | ----- | ------------------------ |
| 1  | Svizzera (bandiera)     | P     | Gilles Monti             |
| 1  | Svizzera (bandiera)     | P     | Jonathan Santos Serralva |
| 2  | Svizzera (bandiera)     | D     | Alan Saiz                |
| 4  | Svizzera (bandiera)     | C     | Karim Seddiq             |
| 5  | Italia (bandiera)       | C     | Nils Cattin              |
| 6  | RD del Congo (bandiera) | D     | Diego Mutombo            |
| 7  | Svizzera (bandiera)     | C     | Johan Kury               |
| 9  | Svizzera (bandiera)     | A     | Mylord Kasaï             |
| 10 | Italia (bandiera)       | C     | Fabio Lo Vacco           |
| 10 | Svizzera (bandiera)     | C     | Ricardo da Costa         |
| 11 | Svizzera (bandiera)     | A     | Steve Endrion            |
| 12 | Francia (bandiera)      | C     | Aghiles Bettouche        |
| 15 | Francia (bandiera)      | D     | Jimmy Frossard           |
| 16 | Svizzera (bandiera)     | C     | Eliot Halimi             |
| 17 | Francia (bandiera)      | D     | Julien Pretot            |
| 17 | Svizzera (bandiera)     | C     | Samuel Pellegrini        |
| 18 | Svizzera (bandiera)     | A     | Dany Cattin              |
| 19 | Camerun (bandiera)      | C     | Frank Kamwa Ngoufack     |
| 20 | Francia (bandiera)      | D     | Charles Noundou          |

| N. |                         | Ruolo | Calciatore        |
| -- | ----------------------- | ----- | ----------------- |
| 22 | Svizzera (bandiera)     | P     | Nolan Salvi       |
| 24 | Francia (bandiera)      | C     | Ömer Bulur        |
| 24 | Svizzera (bandiera)     | C     | Nolan Doutaz      |
|    | Svizzera (bandiera)     | P     | Yves Botteron     |
|    | Svizzera (bandiera)     | P     | Jordan Crameri    |
|    | Svizzera (bandiera)     | P     | Diego Festa       |
|    | Svizzera (bandiera)     | P     | Ysias Hummel      |
|    | Francia (bandiera)      | C     | Yanis Benbekhti   |
|    | Kosovo (bandiera)       | C     | Betim Dalipi      |
|    | Svizzera (bandiera)     | C     | Matteo de Bortoli |
|    | Svizzera (bandiera)     | C     | Maël Graf         |
|    | Svizzera (bandiera)     | C     | Ryan Kasiala      |
|    | Tunisia (bandiera)      | C     | Mohamed M'Sabeg   |
|    | RD del Congo (bandiera) | C     | Jonathan Mbondo   |
|    | Svizzera (bandiera)     | C     | Vincenzo Piazzoni |
|    | Svizzera (bandiera)     | C     | Maël Zybach       |
|    | Italia (bandiera)       | A     | Sami Boni         |
|    | Svizzera (bandiera)     | A     | Augustin Nushi    |

## Organigramma societario
Area tecnica
- Allenatore: Vincenzo Meo
- Allenatore in seconda:
- Preparatore dei portieri:
- Preparatori atletici:

## Calciomercato

### Sessione estiva
| Acquisti | Acquisti        | Acquisti                         | Acquisti |
| R.       | Nome            | da                               | Modalità |
| -------- | --------------- | -------------------------------- | -------- |
| C        | Ryan Kasiala    | Le Locle                         |          |
| C        | Yanis Benbekhti | Template:Calcio Olympique Genève |          |
| P        | Nolan Salvi     | Template:Calcio ASI Audax-Friul  |          |

| Cessioni | Cessioni          | Cessioni                        | Cessioni |
| R.       | Nome              | a                               | Modalità |
| -------- | ----------------- | ------------------------------- | -------- |
| C        | Vincenzo Piazzoni | Le Locle                        |          |
| C        | Gabriel Pereira   | Coffrane                        |          |
| D        | Nolan Toitot      | Template:Calcio FC Saint-Blaise |          |
| C        | Noha Sylvestre    | Delémont                        |          |

### Sessione invernale
| Acquisti | Acquisti          | Acquisti             | Acquisti |
| R.       | Nome              | da                   | Modalità |
| -------- | ----------------- | -------------------- | -------- |
| A        | Augustin Nushi    | Soletta              |          |
| C        | Mohamed M'Sabeg   | La Sarraz-Eclépens   |          |
| C        | Maël Zybach       | Portalban/Gletterens |          |
| C        | Vincenzo Piazzoni | Le Locle             |          |
| A        | Mylord Kasaï      | Bienne               |          |
| P        | Ysias Hummel      | Neuchâtel Xamax      |          |
| A        | Dany Cattin       | Neuchâtel Xamax      |          |
| C        | Fabio Lo Vacco    | Bavois               |          |

| Cessioni | Cessioni           | Cessioni           | Cessioni |
| R.       | Nome               | a                  | Modalità |
| -------- | ------------------ | ------------------ | -------- |
| C        | Karim Barry        | Azzurri 90         |          |
| D        | Georges Gomis      | Neuchâtel Xamax II |          |
| A        | Rachid Ramdani     | YF Juventus        |          |
| A        | Gedeon Diniz       | Neuchâtel Xamax II |          |
| D        | Mattéo Cesca       | Delémont           |          |
| A        | Antonio Incoronato | Ciliverghe Mazzano |          |
| A        | Kevin Mapwata      | Delémont           |          |
| P        | Marc Ummel         | Delémont           |          |

## Risultati

### Prima Lega

#### andata
| La Chaux-de-Fonds 21 agosto 2021, ore 17:30 CEST 1ª giornata                     | La Chaux-de-Fonds | 3 – 1 referto | Vevey United | Stadio di la Charrière (440 spett.) |
| \| \| \| \| \| Mapwata 63’ (rig.), 81’ Bulur 90’ \| Marcatori \| 34’ Suljicic \| |                   |               |              |                                     |
|                                                                                  |                   |               |              |                                     |
| Mapwata 63’ (rig.), 81’ Bulur 90’                                                | Marcatori         | 34’ Suljicic  |              |                                     |

| Monthey 28 agosto 2021, ore 18:00 CEST 2ª giornata               | Monthey   | 2 – 2 referto | La Chaux-de-Fonds | Stade Philippe-Pottier (310 spett.) |
| \| \| \| \| \| Derivaz 37’, 72’ \| Marcatori \| 9’, 82’ Bulur \| |           |               |                   |                                     |
|                                                                  |           |               |                   |                                     |
| Derivaz 37’, 72’                                                 | Marcatori | 9’, 82’ Bulur |                   |                                     |

| La Chaux-de-Fonds 4 settembre 2021, ore 17:30 CEST 3ª giornata                                  | La Chaux-de-Fonds | 4 – 1 referto  | Team Vaud | Stadio di la Charrière (310 spett.) |
| \| \| \| \| \| Bulur 16’ Mapwata 51’ Costa 83’ Incoronato 89’ \| Marcatori \| 63’ (rig.) Ali \| |                   |                |           |                                     |
|                                                                                                 |                   |                |           |                                     |
| Bulur 16’ Mapwata 51’ Costa 83’ Incoronato 89’                                                  | Marcatori         | 63’ (rig.) Ali |           |                                     |

| Thun 11 settembre 2021, ore 19:00 CEST 4ª giornata                            | Thun II   | 4 – 1 referto | La Chaux-de-Fonds | Stockhorn Arena (125 spett.) |
| \| \| \| \| \| Berger 5’ Marques 20’, 26’, 78’ \| Marcatori \| 52’ Mapwata \| |           |               |                   |                              |
|                                                                               |           |               |                   |                              |
| Berger 5’ Marques 20’, 26’, 78’                                               | Marcatori | 52’ Mapwata   |                   |                              |

| La Chaux-de-Fonds 18 settembre 2021, ore 17:30 CEST 5ª giornata | La Chaux-de-Fonds | 3 – 0 referto | La Sarraz-Eclépens | Stadio di la Charrière (241 spett.) |
| \| \| \| \| \| Pretot 31’, 54’ Mapwata 44’ \| Marcatori \| \|   |                   |               |                    |                                     |
|                                                                 |                   |               |                    |                                     |
| Pretot 31’, 54’ Mapwata 44’                                     | Marcatori         |               |                    |                                     |

| Trois-Chenes 25 settembre 2021, ore 17:30 CEST 6ª giornata                                      | Chênois   | 1 – 3 referto                                | La Chaux-de-Fonds | Stade des Trois-Chêne (200 spett.) |
| \| \| \| \| \| Ummel 73’ (aut.) \| Marcatori \| 19’ Ramdani 53’ (rig.) Mapwata 90’ Benbekhti \| |           |                                              |                   |                                    |
|                                                                                                 |           |                                              |                   |                                    |
| Ummel 73’ (aut.)                                                                                | Marcatori | 19’ Ramdani 53’ (rig.) Mapwata 90’ Benbekhti |                   |                                    |

| La Chaux-de-Fonds 2 ottobre 2021, ore 17:30 CEST 7ª giornata            | La Chaux-de-Fonds | 0 – 4 referto                         | Bulle | Stadio di la Charrière (390 spett.) |
| \| \| \| \| \| \| Marcatori \| 20’ Deschenaux 43’, 59’, 70’ Golliard \| |                   |                                       |       |                                     |
|                                                                         |                   |                                       |       |                                     |
|                                                                         | Marcatori         | 20’ Deschenaux 43’, 59’, 70’ Golliard |       |                                     |

| Martigny 16 ottobre 2021, ore 17:30 CEST 8ª giornata                          | Martigny  | 1 – 3 referto                   | La Chaux-de-Fonds | Stade d'Octodure (241 spett.) |
| \| \| \| \| \| Coumaré 88’ \| Marcatori \| 29’ Bulur 57’ Costa 78’ Ramdani \| |           |                                 |                   |                               |
|                                                                               |           |                                 |                   |                               |
| Coumaré 88’                                                                   | Marcatori | 29’ Bulur 57’ Costa 78’ Ramdani |                   |                               |

| La Chaux-de-Fonds 23 ottobre 2021, ore 17:30 CEST 9ª giornata        | La Chaux-de-Fonds | 1 – 2 referto          | Meyrin | Stadio di la Charrière (400 spett.) |
| \| \| \| \| \| Endrion 58’ \| Marcatori \| 34’ Bavueza 65’ Nsiala \| |                   |                        |        |                                     |
|                                                                      |                   |                        |        |                                     |
| Endrion 58’                                                          | Marcatori         | 34’ Bavueza 65’ Nsiala |        |                                     |

| La Chaux-de-Fonds 30 ottobre 2021, ore 17:30 CEST 10ª giornata                     | La Chaux-de-Fonds | 4 – 1 referto | Naters | Stadio di la Charrière (183 spett.) |
| \| \| \| \| \| Bulur 74’, 90’ Costa 76’ Frossard 90’ \| Marcatori \| 69’ Spahiu \| |                   |               |        |                                     |
|                                                                                    |                   |               |        |                                     |
| Bulur 74’, 90’ Costa 76’ Frossard 90’                                              | Marcatori         | 69’ Spahiu    |        |                                     |

| Lancy 6 novembre 2021, ore 17:00 CET 11ª giornata | Lancy     | 0 – 1 referto | La Chaux-de-Fonds | Stade de Marignac (210 spett.) |
| \| \| \| \| \| \| Marcatori \| 39’ Ramdani \|     |           |               |                   |                                |
|                                                   |           |               |                   |                                |
|                                                   | Marcatori | 39’ Ramdani   |                   |                                |

| La Chaux-de-Fonds 13 novembre 2021, ore 17:30 CET 12ª giornata              | La Chaux-de-Fonds | 1 – 3 referto                  | Echallens | Stadio di la Charrière (200 spett.) |
| \| \| \| \| \| Pretot 22’ \| Marcatori \| 15’ Neün 58’ Khiari 90’ Hählen \| |                   |                                |           |                                     |
|                                                                             |                   |                                |           |                                     |
| Pretot 22’                                                                  | Marcatori         | 15’ Neün 58’ Khiari 90’ Hählen |           |                                     |

| Coppet 20 novembre 2021, ore 17:00 CET 13ª giornata                                   | Terre Sainte | 5 – 0 referto | La Chaux-de-Fonds | Centre Sportif des Rojalets (160 spett.) |
| \| \| \| \| \| Nana 13’, 60’ Mhoumadi 41’ Virchaux 66’ Fazliji 88’ \| Marcatori \| \| |              |               |                   |                                          |
|                                                                                       |              |               |                   |                                          |
| Nana 13’, 60’ Mhoumadi 41’ Virchaux 66’ Fazliji 88’                                   | Marcatori    |               |                   |                                          |

| Vevey 27 novembre 2021, ore 17:30 CET 14ª giornata                                                            | Vevey United | 5 – 3 referto                    | La Chaux-de-Fonds | Stade de Copet (690 spett.) |
| \| \| \| \| \| Suljicic 9’, 80’ Tsimba 20’ Gomis 71’, 83’ \| Marcatori \| 44’ Halimi 45’ Costa 69’ Mapwata \| |              |                                  |                   |                             |
| |              |                                  |                   |                             |
| Suljicic 9’, 80’ Tsimba 20’ Gomis 71’, 83’                                                                    | Marcatori    | 44’ Halimi 45’ Costa 69’ Mapwata |                   |                             |

| La Chaux-de-Fonds 5 marzo 2022, ore 17:30 CET 15ª giornata | La Chaux-de-Fonds | 0 – 1 referto    | Monthey | Stadio di la Charrière (280 spett.) |
| \| \| \| \| \| \| Marcatori \| 90’ (aut.) Nushi \|         |                   |                  |         |                                     |
|                                                            |                   |                  |         |                                     |
|                                                            | Marcatori         | 90’ (aut.) Nushi |         |                                     |

#### ritorno
| Losanna 13 marzo 2022, ore 17:00 CET 16ª giornata   | Team Vaud | 1 – 1 referto | La Chaux-de-Fonds | Stade Olympique de la Pontaise (120 spett.) |
| \| \| \| \| \| Maio 54’ \| Marcatori \| 9’ Nushi \| |           |               |                   |                                             |
|                                                     |           |               |                   |                                             |
| Maio 54’                                            | Marcatori | 9’ Nushi      |                   |                                             |

| La Chaux-de-Fonds 19 marzo 2022, ore 17:30 CET 17ª giornata   | La Chaux-de-Fonds | 0 – 2 referto               | Thun II | Stadio di la Charrière (300 spett.) |
| \| \| \| \| \| \| Marcatori \| 2’ Schneeberger 62’ Marques \| |                   |                             |         |                                     |
|                                                               |                   |                             |         |                                     |
|                                                               | Marcatori         | 2’ Schneeberger 62’ Marques |         |                                     |

| Morges 14 aprile 2022, ore 20:00 CEST 18ª giornata                                   | La Sarraz-Eclépens | 5 – 1 referto | La Chaux-de-Fonds | Terrain de La Sarraz - En Gravey (200 spett.) |
| \| \| \| \| \| Rose 38’, 47’ Gomariz 54’ Grand 80’, 90’ \| Marcatori \| 48’ Vacco \| |                    |               |                   |                                               |
|                                                                                      |                    |               |                   |                                               |
| Rose 38’, 47’ Gomariz 54’ Grand 80’, 90’                                             | Marcatori          | 48’ Vacco     |                   |                                               |

| La Chaux-de-Fonds 20 aprile 2022, ore 20:15 CEST 19ª giornata | La Chaux-de-Fonds | 0 – 1 referto | Chênois | Stadio di la Charrière (260 spett.) |
| \| \| \| \| \| \| Marcatori \| 71’ Ibongo \|                  |                   |               |         |                                     |
|                                                               |                   |               |         |                                     |
|                                                               | Marcatori         | 71’ Ibongo    |         |                                     |

| Bulle 9 aprile 2022, ore 16:00 CEST 20ª giornata                                                 | Bulle     | 6 – 0 referto | La Chaux-de-Fonds | Stade de Bouleyres (400 spett.) |
| \| \| \| \| \| Cattin 5’ (aut.) Bersier 7’, 89’ Golliard 49’, 76’ Efendić 60’ \| Marcatori \| \| |           |               |                   |                                 |
|                                                                                                  |           |               |                   |                                 |
| Cattin 5’ (aut.) Bersier 7’, 89’ Golliard 49’, 76’ Efendić 60’                                   | Marcatori |               |                   |                                 |

| La Chaux-de-Fonds 23 aprile 2022, ore 16:00 CEST 21ª giornata | La Chaux-de-Fonds | 0 – 0 referto | Martigny | Stadio di la Charrière (380 spett.) |

| Meyrin 30 aprile 2022, ore 17:00 CEST 22ª giornata                 | Meyrin    | 4 – 0 referto | La Chaux-de-Fonds | Stade des Arbères (290 spett.) |
| \| \| \| \| \| Dembélé 43’ Nsiala 64’, 77’, 90’ \| Marcatori \| \| |           |               |                   |                                |
|                                                                    |           |               |                   |                                |
| Dembélé 43’ Nsiala 64’, 77’, 90’                                   | Marcatori |               |                   |                                |

| Naters 7 maggio 2022, ore 17:00 CEST 23ª giornata               | Naters    | 0 – 3 referto                 | La Chaux-de-Fonds | Sportanlage Stapfen (180 spett.) |
| \| \| \| \| \| \| Marcatori \| 5’ Bulur 20’ Kasaï 63’ Cattin \| |           |                               |                   |                                  |
|                                                                 |           |                               |                   |                                  |
|                                                                 | Marcatori | 5’ Bulur 20’ Kasaï 63’ Cattin |                   |                                  |

| La Chaux-de-Fonds 14 maggio 2022, ore 16:00 CEST 24ª giornata                           | La Chaux-de-Fonds | 3 – 2 referto         | Lancy | Stadio di la Charrière (260 spett.) |
| \| \| \| \| \| Kasaï 37’ Cattin 43’ Cattin 51’ \| Marcatori \| 60’ Kaya 72’ Chentouf \| |                   |                       |       |                                     |
|                                                                                         |                   |                       |       |                                     |
| Kasaï 37’ Cattin 43’ Cattin 51’                                                         | Marcatori         | 60’ Kaya 72’ Chentouf |       |                                     |

| Echallens 21 maggio 2022, ore 17:00 CEST 25ª giornata                 | Echallens | 2 – 1 referto | La Chaux-de-Fonds | Stade des Trois Sapins (300 spett.) |
| \| \| \| \| \| Rushenguziminega 37’, 87’ \| Marcatori \| 49’ Kasaï \| |           |               |                   |                                     |
|                                                                       |           |               |                   |                                     |
| Rushenguziminega 37’, 87’                                             | Marcatori | 49’ Kasaï     |                   |                                     |

| La Chaux-de-Fonds 28 maggio 2022, ore 16:00 CEST 26ª giornata | La Chaux-de-Fonds | 2 – 0 referto | Terre Sainte | Stadio di la Charrière (300 spett.) |
| \| \| \| \| \| Kasaï 26’, 35’ \| Marcatori \| \|              |                   |               |              |                                     |
|                                                               |                   |               |              |                                     |
| Kasaï 26’, 35’                                                | Marcatori         |               |              |                                     |

### Coppa Svizzera
| Arbitro: | Schnyder |

|             |           |                                                                    |
| Ramdani 67’ | Marcatori | 12’, 21’, 41’ Bottani 28’ Čovilo 50’ Abubakar 71’ Lungoyi 89’ Muci |

## Statistiche

### Statistiche di squadra
| Competizione   | Punti | In casa | In casa | In casa | In casa | In casa | In casa | In trasferta | In trasferta | In trasferta | In trasferta | In trasferta | In trasferta | Totale | Totale | Totale | Totale | Totale | Totale | DR  |
| Competizione   | Punti | G       | V       | N       | P       | Gf      | Gs      | G            | V            | N            | P            | Gf           | Gs           | G      | V      | N      | P      | Gf     | Gs     | DR  |
| -------------- | ----- | ------- | ------- | ------- | ------- | ------- | ------- | ------------ | ------------ | ------------ | ------------ | ------------ | ------------ | ------ | ------ | ------ | ------ | ------ | ------ | --- |
| Prima Lega     | 33    | 13      | 6       | 1       | 6       | 21      | 18      | 13           | 4            | 2            | 7            | 19           | 36           | 26     | 10     | 3      | 13     | 40     | 54     | -14 |
| Coppa Svizzera | -     | 1       | 0       | 0       | 1       | 1       | 7       | 0            | 0            | 0            | 0            | 0            | 0            | 1      | 0      | 0      | 1      | 1      | 7      | -6  |
| Totale         | 33    | 14      | 6       | 1       | 7       | 22      | 25      | 13           | 4            | 2            | 7            | 19           | 36           | 27     | 10     | 3      | 14     | 41     | 61     | -20 |

### Andamento in campionato
| Giornata  | 1 | 2 | 3 | 4 | 5 | 6 | 7 | 8 | 9 | 10 | 11 | 12 | 13 | 14 | 15 | 16 | 17 | 18 | 19 | 20 | 21 | 22 | 23 | 24 | 25 | 26 |
| --------- | - | - | - | - | - | - | - | - | - | -- | -- | -- | -- | -- | -- | -- | -- | -- | -- | -- | -- | -- | -- | -- | -- | -- |
| Luogo     | C | T | C | T | C | T | C | T | C | C  | T  | C  | T  | T  | C  | T  | C  | T  | C  | T  | C  | T  | T  | C  | T  | C  |
| Risultato | V | N | V | P | V | V | P | V | P | V  | V  | P  | P  | P  | P  | N  | P  | P  | P  | P  | N  | P  | V  | V  | P  | V  |
| Posizione | 3 | 3 | 2 | 4 | 3 | 3 | 4 | 4 | 6 | 5  | 4  | 5  | 6  | 7  | 7  | 6  | 8  | 8  | 8  | 9  | 9  | 11 | 9  | 8  | 9  | 9  |

Legenda:

Luogo: C = Casa; T = Trasferta. Risultato: V = Vittoria; N = Pareggio; P = Sconfitta.